# Fobello
Fobello is een gemeente in de Italiaanse provincie Vercelli (regio Piëmont) en telt 246 inwoners (31-12-2004). De oppervlakte bedraagt 29,3 km², de bevolkingsdichtheid is 8 inwoners per km².

## Geografie
De gemeente ligt op ongeveer 880 m boven zeeniveau.
Fobello grenst aan de volgende gemeenten: Bannio Anzino (VB), Carcoforo, Cervatto, Cravagliana, Rimasco, Rimella, Rossa.

## Demografie
Fobello telt ongeveer 131 huishoudens. Het aantal inwoners daalde in de periode 1991-2001 met 19,7% volgens cijfers uit de tienjaarlijkse volkstellingen van ISTAT.
| Jaar | Inwoneraantal |
| ---- | ------------- |
| 1991 | 310           |
| 2001 | 249           |